# Museo Ugo Adriano Graziotti
Il Museo Ugo Adriano Graziotti è un museo ubicato a Carpenedolo, in provincia di Brescia.
Il museo raccoglie nelle sale del palazzo Laffranchi la collezione donata al Comune dal pittore Ugo Adriano Graziotti (1912-2000) nativo di Carpenedolo. In tutto 65 opere, dipinti e sculture, che documentano la sua ricerca artistica, denominata "scientifica astratto geometrica".